# Democrat in Name Only
Democrat In Name Only (DINO) (Democrata Apenas em Nome) é um termo pejorativo para qualquer membro do Partido Democrata dos Estados Unidos eleito como democrata, mas que supostamente governa e legisla como um republicano faria.
O termo foi criado como um oposto análogo ao acrônimo RINO, Republican in Name Only.
Termos como Blue Dog Democrats e Yellow Dog Democrats têm sido mais populares do que DINO para descrever democratas heterodoxos.